# 크리오드라콘
크리오드라콘은 백악기 후기의 생존한 아즈다르코류이다. 날개폭은 10m 무게는 200kg정도로 원래 목뼈가 발견 됐을때만 해도 케찰코아틀루스의 표본으로 분류되었으나 이후 신종으로 분류되었다.